# Сара Чатто
Леді Сара Френсіс Елізабет Чатто (до шлюбу Армстронг-Джонс) (англ. Lady Sarah Frances Elizabeth Chatto, née Armstrong-Jones; нар. 1 травня 1964 року в Лондоні) — британська художниця, віцепрезидентка Королівського балету, членкиня британської королівської сім'ї. Як єдина дочка принцеси Маргарет і Ентоні Армстронг-Джонса, 1-го графа Сноудона, є племінницею королеви Єлизавети II та онукою короля Георга VI.

## Біографія

Герб Сари, складений за гербом її батька

Народилася 1 травня 1964 року в Кенсингтонському палаці в Лондоні, другою і останньою дитиною в сім'ї принцеси Маргарет, молодшої сестри королеви Великої Британії Єлизавети II, і Ентоні Армстронг-Джонса, 1-го графа Сноудона: її старший брат — Девід Армстронг-Джонс (нар. в 1961 році), з 2017 року 2-й граф Сноудон. У 1978 році батьки Девіда і Сари розлучилися. 1-й граф Сноудон роком пізніше одружився знову, з Люсі Ліндсей-Гоґґ, і в цьому шлюбі у нього народилася ще одна донька, Френсіс (1979 рік), дружина Родольфа фон Гофмансталя.
Дитинство Сара провела в Букінгемському палаці, де в її сім'ї були окремі покої. Під час канікул вона жила в королівських маєтках Сандрингем і Балмораль; там вона почала займатися пейзажним живописом. Сара навчалася в кількох школах мистецтв, а здобувши середню освіту, взяла дворічну творчу відпустку і вирушила разом з батьком до Індії. Граф як фотограф брав участь у роботі над фільмом Девіда Ліна «Поїздка до Індії» (1984); Сару теж включили в знімальну групу як костюмерку. Повернувшись до Англії, вона закінчила Міддлсекський університет.
У 1981 році Сара Армстронг-Джонс була подружкою нареченої на весіллі свого двоюрідного брата Чарльза, принца Уельського, і Діани Спенсер. Пізніше вона стала хрещеною матір'ю другого сина цієї пари — Гаррі. У 1987 році вона супроводжувала матір і брата під час їх офіційного візиту в Китай і Гонконг. 
Сара Армстронг-Джонс стала професійною художницею. Її картини (головним чином натюрморти і пейзажі) з 1995 року регулярно виставляються в галереї Редферн, причому завжди під дошлюбним прізвищем. Художниця була відзначена премією Віндзора і Ньютона в 1988 році, Ландшафтної премії Кресвіка в 1990 році. Мистецтвознавець Патрік Кинмонт описує її твори як «витягнуті з часом з пам'яті», що занурюють «в глибоке споглядання світу, який художниця прагне пізнати, все глибше занурюючись в природу фарби, де випадковість, очевидність і повага мають повне право на існування». З 2004 року Сара Армстронг-Джонс є віцепрезиденткою Королівського балету (пост президента за традицією займає принц Уельський).
У 2002 році, після смерті матері, разом з братом успадкувала її статок, який оцінювався приблизно в 10 мільйонів доларів США (до сплати податку на спадщину).
Сара Чатто рідко з'являється на офіційних церемоніях і, як правило, відмовляється давати інтерв'ю. При цьому відомо, що вона підтримує дуже близькі стосунки зі своєю тіткою, королевою. У лінії престолонаступництва Сара Чатто займає після народження Лукаса Тіндолла 26-е місце.

## Родина
14 липня 1994 року Сара Армстронг-Джонс одружилася з актором і художником Деніелом Чатто. Спостерігачі зазначили, що організатори весілля відмовилися від королівської пишноти, якої можна було б чекати в цьому випадку. У шлюбі народила двох синів: Самюель Девід Бенедикт (28 липня 1996 року) і Артур Роберт Натаніель (5 лютого 1999 року).

## В культурі
У телесеріалі «Корона» йдеться про народження Сари Чатто, однак автори шоу вирішили не вводити її в число дійових осіб.